# Oinoi
Pour les articles homonymes, voir Œnoé.
Oinoi (grec moderne : Οινόη) est un village grec de l'Attique, dans le dème de Mandra-Idyllia. Il s'appelait originellement Mázi (Μάζι) et a été rebaptisé en 1919 du nom de la localité antique d’Œnoé (en grec ancien Οἰνόη / Oinóê).
Dans la mythologie, elle fut disputée aux Athéniens par le roi Thymétès dans une guerre contre les Béotiens.

## Sources antiques
- Conon, Narrations [détail des éditions] [lire en ligne], XXXIX.
- Hérodote, Histoires [détail des éditions] [lire en ligne], V, 74.
- Nonnos de Panopolis, Dionysiaques [détail des éditions] [lire en ligne], XIII, 182.